# Bacchisa basalis
Bacchisa basalis là một loài bọ cánh cứng trong họ Cerambycidae.